# Convento di Sargiano
Il convento o monastero di Sargiano è un convento dei Frati Minori della Toscana. L'edificio ha annessa la chiesa di San Giovanni Battista. Nel 1993 il convento è stato abbandonato dai Frati Minori per mancanza di religiosi dell'Ordine. Dal 1996 al 1998 è stato affidato all'Associazione dei Missionari “Identes”.
A seguito della legge per gli interventi sugli edifici storici per il Giubileo dell'anno 2000, l'edificio è stato rinominato “Monastero di Sargiano”. Dal 1º aprile 1999 l'edificio e i rapporti con gli enti pubblici per il Bosco di Sargiano sono stati affidati dall'Ordine dei frati minori alla Onlus “Centro dell'Uomo”.

## Storia

### Fondazione
Il convento di Sargiano, situato a circa 2 km dalla città di Arezzo, fu fondato nel 1405 a seguito di una donazione da parte dei fratelli Bonifazio e Giovanni della nobile famiglia Guasconi. Della sua fondazione fu partecipe il santo francescano Bernardino da Siena (1380-1444).

### Soppressione napoleonica
Con decreto imperiale del 13 settembre 1810 fu ordinata la soppressione di tutti gli ordini monastici della Toscana: i religiosi dovettero abbandonare il convento e tutti i suoi beni furono posti sotto sequestro. Dopo la caduta di Napoleone, nel 1816 il convento tornò di proprietà dell'Ordine. 

### Soppressione del Regno d'Italia
A seguito della legge n. 3036 dell'8 luglio 1866 approvata dal Parlamento Nazionale, venivano soppresse le corporazioni religiose e i loro beni nazionalizzati, destinandoli ad uso pubblico o venduti all'asta. Tra il 1871 e il 1872 il convento di Sargiano e le sue pertinenze vennero riacquistati alle aste pubbliche dai frati stessi.

### Retrocessione all'Ordine
A seguito dei Patti Lateranensi e delle concessioni che ne seguirono, nel 1936 fu ufficialmente restituita la piena disponibilità del convento di Sargiano alla Provincia Toscana dell'Ordine dei frati minori di San Francesco Stimmatizzato, con sede a Firenze.

## Ospiti illustri

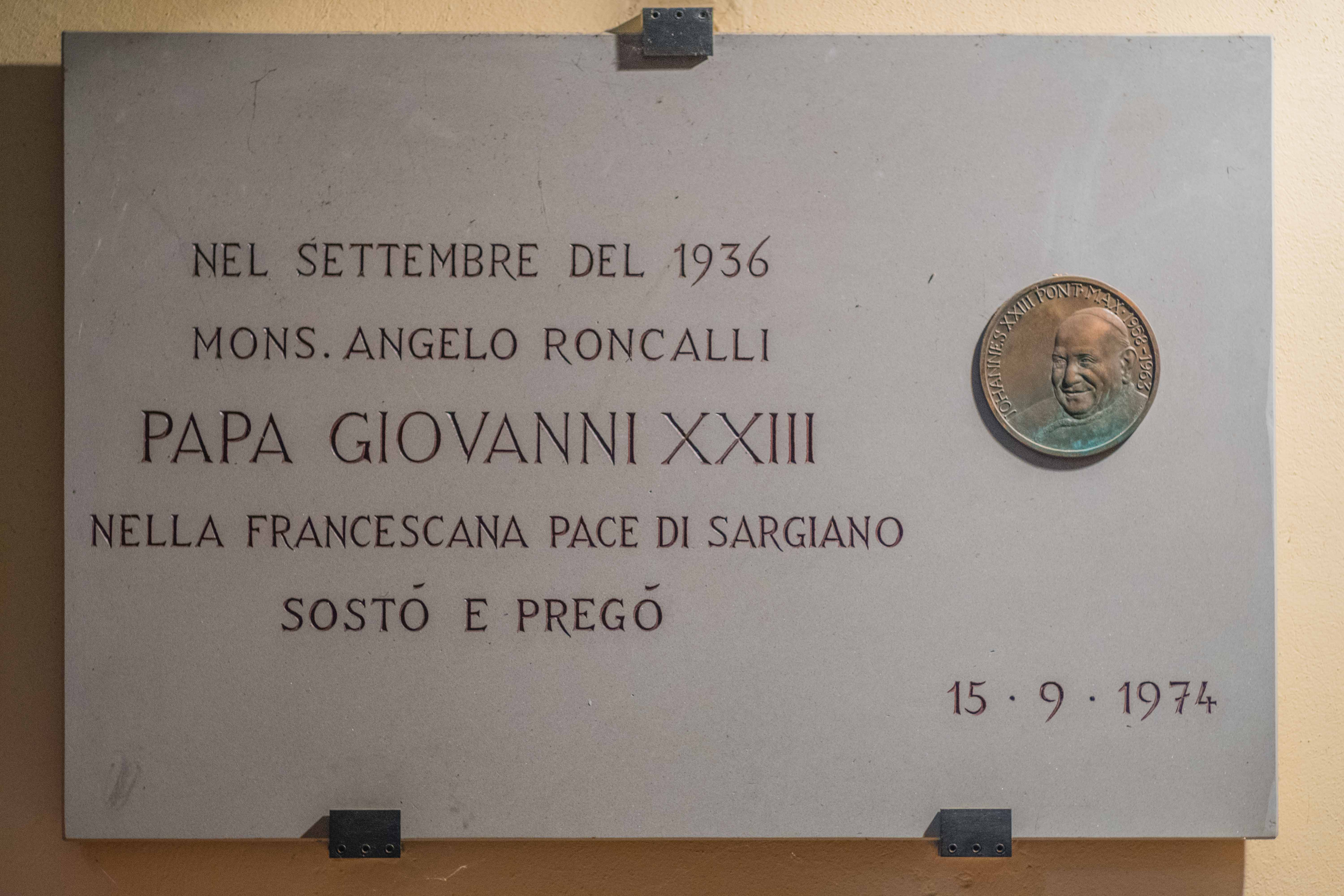
Marmo a ricordo del soggiorno di Papa Giovanni XXIII

Nel settembre 1936 vi ha soggiornato Angelo Roncalli, papa Giovanni XXIII. Nel giugno 2002 ha ospitato la scrittrice e saggista Fernanda Pivano che vi ha ricevuto il Premio Arte, Scienza e Pace dal Presidente del Centro dell’Uomo Pier Franco Marcenaro.

## Eventi

### Agosto 1999
“Prima conferenza mondiale per la pace e la prosperità del popoli” col patrocinio della Presidenza del Consiglio dei ministri e del Ministero per gli affari esteri italiani.

### Giugno-Luglio 2002
“Seconda conferenza per la pace e la prosperità dei popoli” col patrocinio della Commissione europea.

### Giugno 2005
“Terza conferenza mondiale per la pace e la prosperità dei popoli” col patrocinio dell'Organizzazione delle Nazioni Unite (O.N.U.).
La prima, seconda e terza edizione della “Conferenza mondiale per la pace e la prosperità dei popoli” sono state organizzate dalla Onlus “Centro dell'Uomo” e presiedute da Pier Franco Marcenaro.

## Opere d'arte
Affresco Gesù servito dagli angeli nel deserto di Giovanni Mannozzi detto Giovanni da San Giovanni, nel chiostro maggiore. 
Crocifisso del XVII-XVIII secolo, nella chiesa.